# Фронтир

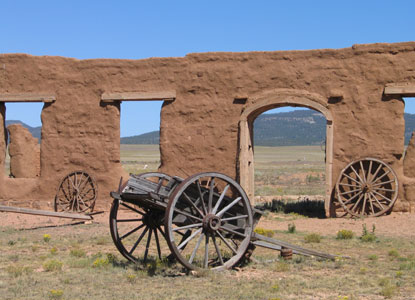
Форт Юнион в Нью-Мексико

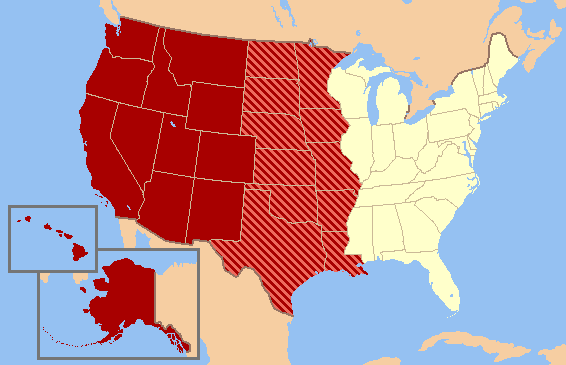
Бывший Дикий Запад

Фронти́р (англ. frontier — «граница, рубеж, пограничье») в истории США — зона освоения Дикого Запада (западных территорий США), расположенная на территории современных штатов (государств) Северная Дакота, Южная Дакота, Монтана, Вайоминг, Колорадо, Канзас, Небраска, Оклахома и Техас, которая постепенно расширялась и перемещалась на запад вплоть до Тихоокеанского побережья. 

## История
Бюро переписи населения США определяло фронтир как границу, за которой плотность населения была менее двух человек на квадратную милю.
После победы в Войне за независимость и подписания Версальского мирного договора 1783 года Соединённые Штаты получили формальный контроль над британскими территориями к западу от Аппалачей. Многие тысячи поселенцев уже достигли Кентукки, Теннесси и прилегающих территорий. Некоторые земли в Огайо, такие как Военный округ Вирджиния и Западный резервный район Коннектикута, были использованы как награда ветеранам войны. Способ формального присоединения этих новых приграничных областей к территории государства был важной проблемой Континентального конгресса в 1780 году и был частично определён Северо-западным планом (1787). Юго-западные территории также становились направлением для новых переселенцев.
В течение следующего века сотни тысяч переселенцев (пионеров) были вовлечены в расширение государства в направлении этих территорий и других, приобретённых впоследствии земель (Луизианская покупка, Мексиканская уступка, Договор Гадсдена, Орегонские земли). Вопрос, будет ли канзасский фронтир рабовладельческим или свободным, был искрой для начала Гражданской войны. До 1860 года демократы Севера в основном продвигали идею об упрощении процесса приобретения земли, виги и демократы Юга её отвергали. Южане выступали против Гомстед-акта потому, что он поддерживал рост числа свободных фермеров, которые могли выступать против рабства.
Республиканская партия, пришедшая к власти в 1860 году, проводила политику свободной земли, наиболее важным в которой стал Гомстед-акт 1862 года, который совместно с железнодорожными земельными грантами открыл путь к дешёвым (но не бесплатным) землям. К 1890 году линия фронтира разбилась на обособленные участки и исчезла.

«До 1880 года включительно в стране был фронтир расселения, но в данный момент незаселённые области разбиты на обособленные участки, так что вряд ли можно говорить о линии фронтира. Следовательно в отчётах о переписи больше не имеет смысла обсуждать протяжённость этой линии, её продвижение на запад и т. д.».— Последний бюллетень бюро по переписи населения за 1890 год
Фронтир оставил свой след в популярной культуре: события освоения новых земель нашли отражение в приключенческих романах, шоу Дикого Запада Буффало Билла, а после 1910 года — в вестернах.